# Malíček

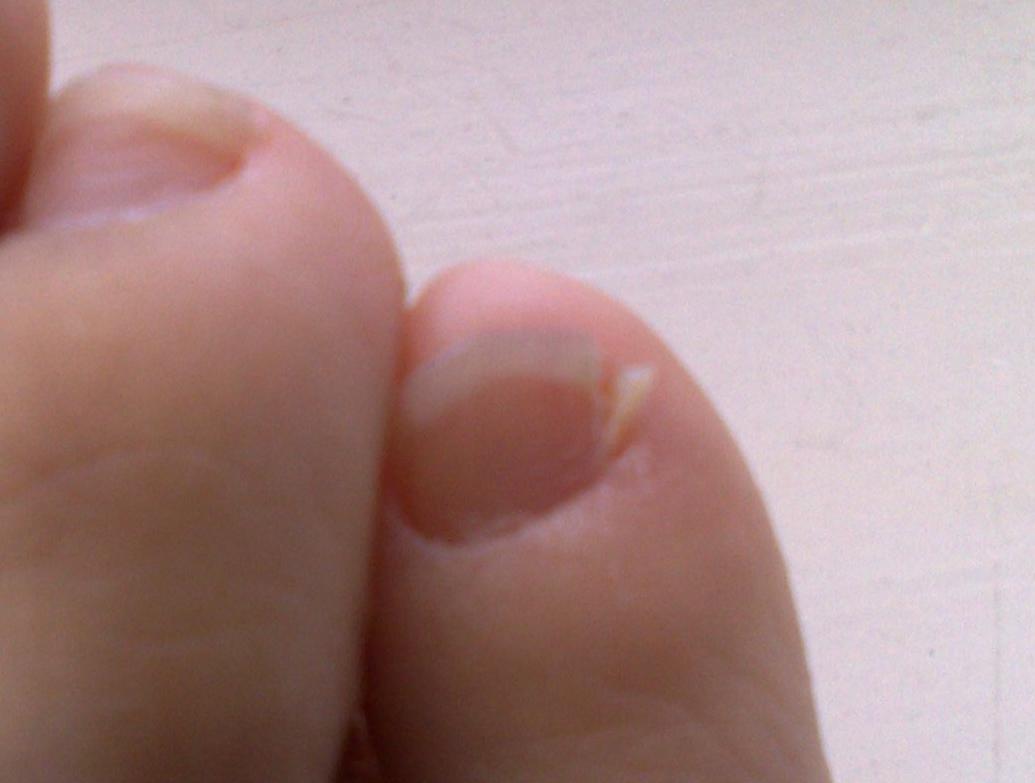
Malíček na noze

Malíček nebo také malík (latinsky digitus minimus nebo digitus quintus) je obvykle nejmenší z prstů lidské ruky nacházející se proti palci vedle prsteníku. Malíček na ruce ovládá celkem devět svalů. Lidé jej využívají na nošení prstenů (ačkoliv častěji je k tomuto účelu využíván prsteníček), podpírání mobilního telefonu při jeho držení jednou rukou nebo ke gestikulaci.